# Kloster Marienfließ (Pommern)

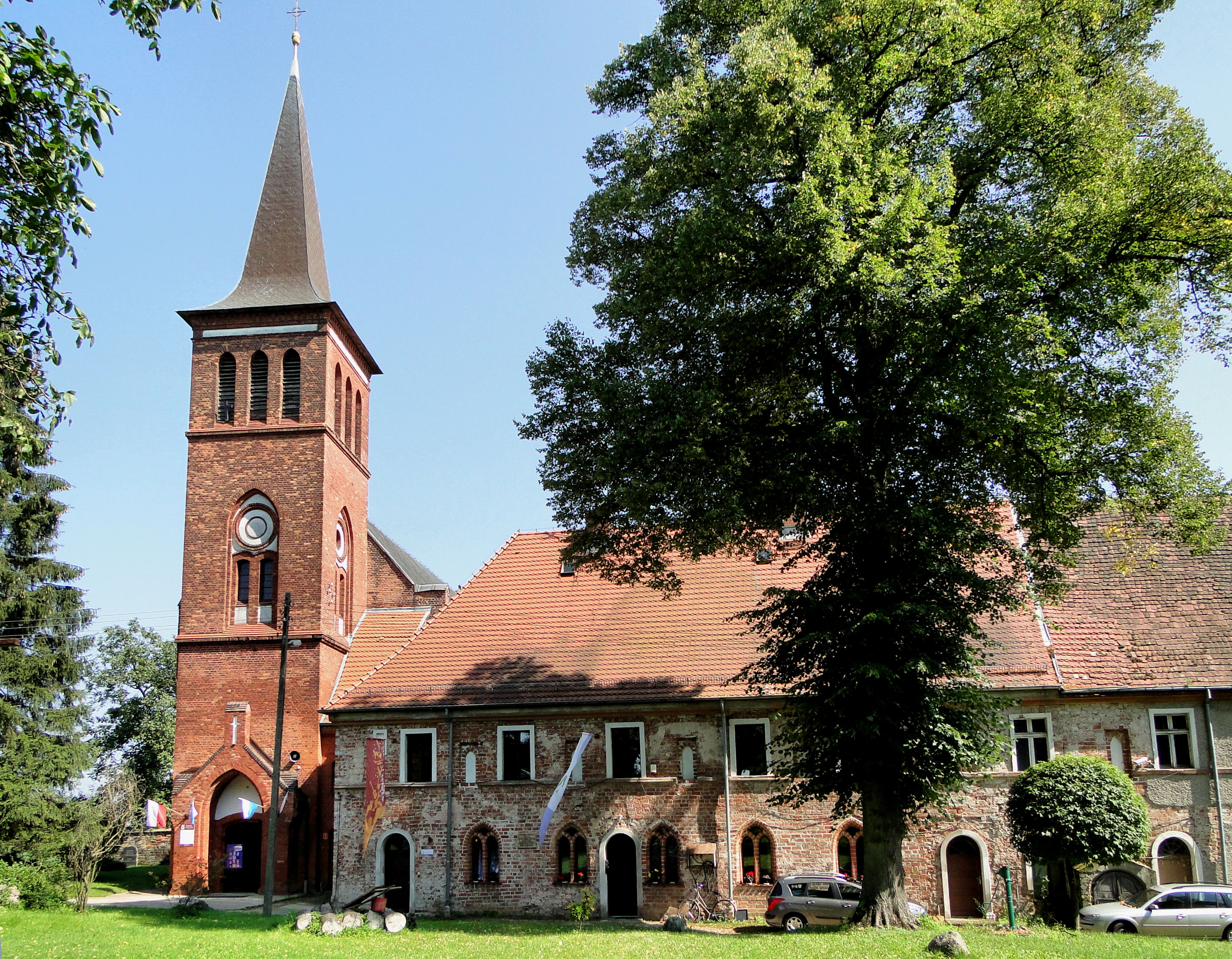
Ehem. Klosterkirche „Unbefleckte Empfängnis“ in Marianowo

Das Kloster Marienfließ ist ein ehemaliges Kloster in Marianowo (Marienfließ) im Powiat Stargardzki in Polen. Es befindet sich 16 Kilometer nordöstlich von Stargard (Stargard) am Großen See (Jezioro Marianowskie). Zu Beginn des 17. Jahrhunderts erlangte es Bekanntheit durch den Hexenprozess gegen Sidonia von Borcke.

## Geschichte
Das Kloster Marienfließ wurde am 2. November 1248 als Kloster „Aller Heiligen und der göttlichen Maria“ der Zisterzienserinnen durch den pommerschen Herzog Barnim I. zum Zwecke der Besiedelung und Urbarmachung seines neu erworbenen Stargarder Landes errichtet. Dem am nordwestlichen Ende des Großen Sees angelegten Kloster wurden 1.100 Hufen Land in einem 8 km breiten Streifen, der sich auf etwa 35 km Länge von der Einmündung des Nonnenbaches in den Krampehl (Krąpiel) bei Uchtenhagen (Krzywnica) bis an den Großen Mellensee bei Zamzow (Ziemsko) nach Osten erstreckte. Neben verschiedenen Grundherren stiftete Barnim dazu auch 600 Hufen aus herzoglichem Besitz. Dass seine Tochter Barbara erste Priorin des Klosters gewesen sei, wird nur in einer von Gottlieb Samuel Pristaff im 18. Jahrhundert gefälschten Urkunde erwähnt. Ihr Priorat ist ebenso wenig urkundlich belegt wie das von Johann Joachim Steinbrück für Elisabeth von Podewils 1272 genannte.
Bis zum 16. Jahrhundert legte das Kloster auf diesem südlich des Enzigsees (Jezioro Ińsko) bei Nörenberg gelegenen Land acht Dörfer an, weitere zwei befanden sich zum Teil im Klosterbesitz. Infolge der häufigen Kämpfe zwischen den Pommernherzögen und den brandenburgischen Markgrafen erlitt das Kloster mehrfach Schäden. Der Kaplan Herzogs Wartislaw VII. und Propst des Klosters, Konrad Flemming, erreichte schließlich, dass der Herzog dem verarmten Kloster noch das Dorf Pegelow (Gogolewo) überließ.
Den Fortbestand des Klosters nach der Reformation garantierte zunächst die 1534 auf dem Treptower Landtag beschlossene Zusicherung, den Besitz der Johanniter und die Nonnenklöster nicht zu säkularisieren. Seitens des Adelsstandes wurde schließlich erreicht, dass die fünf Frauenklöster in Pommern der herzoglichen Aufsicht unterstellt und zu „Zuchtschulen“ und Versorgungsanstalten für adlige Fräulein umgewandelt wurden. Diese Form evangelischer Frauenklöster wurde in der pommerschen Kirchenordnung von 1563 fixiert. Bei einem Brand ging 1549 das Klosterarchiv verloren. Im Jahre 1569 wurde das Kloster Marienfließ durch Beschluss des Wolliner Landtages zum Jungfrauenstift umgewandelt.
Die adlige Jungfer Sidonia von Borcke (1548–1620), die in dem Stift lebte, wurde 1619 in einem Hexenprozess der Hexerei bezichtigt und am 28. September 1620 in Stettin enthauptet und verbrannt. Als „Klosterhexe“ blieb sie in Sage und Literatur lebendig. 
Im Dreißigjährigen Krieg nahm das Fräuleinstift Schaden, als die Schweden die Gebäude besetzten und plünderten. Am 28. Juni 1643 überließ Gustav II. Adolfs Tochter, Christine von Schweden, die Güter des Fräuleinstifts Marienfließ für zehn Jahre dem General Herzog Franz Heinrich von Sachsen-Lauenburg für treue Dienste zum freien Nießbrauch. Dem neuen Landesherrn, dem Großen Kurfürsten Friedrich Wilhelm fiel dann Marienfließ im Wege des Heimfalls zu, nachdem Kurfürst und Herzog am 12. Dezember 1653 eine Kompensation für Franz Heinrichs Verbesserungen vereinbart hatten. Im Jahre 1730 lebten 13 unverheiratete adlige Damen im Stift, die jeweils ein eigenes Haus mit Küche bewohnten. 
Das Damenstift ging 1945 durch Flucht, Vertreibung und Enteignung unter. Letzte Stiftsoberin war Margarete Hahn, ihre Stellvertreterin Selma von Goddenthow.

## Heutige Nutzung
Teile der Klostergebäude sind erhalten und öffentlich zugänglich, andere werden bewohnt.